# Principios de derecho nobiliario de los Habsburgo

Escudo de armas de la casa de Habsburgo-Lorena

En la última etapa del Imperio Habsburgo, el conjunto de normas y principios del derecho nobiliario relativo a la casa imperial y sus ramificaciones quedaron plasmados en el llamado Estatuto de la Familia Imperial Austríaca (en alemán: Kaiserlich österreichisches Familienstatut), o sencillamente el Estatuto Habsburgo, un documento sancionado el 3 de febrero de 1839 por el emperador Fernando I, conforme el cual se regiría la dinastía Habsburgo-Lorena en sus últimas ocho décadas de existencia (es decir, en el marco del Imperio austríaco y austrohúngaro, años tras la desaparición del Sacro Imperio Romano Germánico como entidad política).
El Estatuto servía para zanjar cuestiones como títulos, el poder dinástico (Hausmacht) y el derecho sucesorio en tiempos en los que la monarquía empezaba a tambalearse con la aparición de los partidos políticos y bajo el reinado de un emperador débil, como lo fue Fernando I, cuyo reinado —debido a sus problemas físicos y mentales— fue controlado por un consejo regente. Aunque el documento casi no abordaba cuestiones de Estado y gobernabilidad, sí tuvo mucha influencia en la estructura legal interna de la dinastía, y, por ende, su relación estatutaria y económica con el Estado y la legitimidad del jefe de Estado, el emperador.

## Contexto
El Estatuto de la Familia Imperial, firmado por Fernando I en Viena y refrenado por el canciller austríaco y jefe del consejo regente Klemens von Metternich, fue el resultado de varios años de negociaciones con todos los archiduques de la extensa familia y sus ramas, en que se buscaba un amplio consenso (su preparación comenzó prácticamente con el ascenso de Fernando al trono en 1835). En el primer párrafo, el emperador señala este consenso con la frase «...con el consejo y consentimiento de nuestro querido hermano [en alusión a Francisco Carlos de Austria, el otro gran poder en el consejo], así como de nuestros tíos y otros agnados» (el plural en esa época se usaba también para hacer referencia a la primera persona en singular).

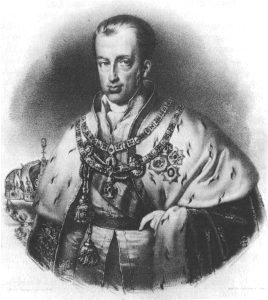
Fernando I de Austria, firmante del Estatuto Habsburgo, cuya condición física y mental propició el desarrollo del documento y su aplicación.

En un principio, el documento tenía como objetivo reunir todas las normas aplicadas hasta entonces, muchas de ellas consuetudinarias y fragmentadas, y plasmarlas por escrito. Más allá de por la condición de Fernando I, se veía en tal documento un recurso necesario por establecer por primera vez las normas dinásticas de los Habsburgo dentro de un Estado propio, a saber, el Imperio austríaco, en una desconexión conceptual (y en ciertos aspectos protocolaria) del desaparecido Sacro Imperio (en Austria, el emperador era jefe de Estado, mientras que en el Sacro Imperio ejercía un poder disperso sobre distintas entidades geopolíticas). Cabe notar que el padre de Fernando, Francisco I, fundador del Imperio austríaco, había sido anteriormente el último emperador del Sacro Imperio (con el nombre de Francisco II), por lo que se puede considerar que el Estatuto vino a regular las cuestiones dinásticas por el primer emperador no relacionado con el desaparecido imperio. A diferencia de tratados y normativas anteriores, tanto en el Sacro Imperio como en Austria bajo Francisco I, que afectaban a la Casa de Habsburgo en el contexto gobernativo y estatal (como la Sanción Pragmática de 1713), este Estatuto se consideraba una normativa interna, por lo que no fue publicado en los medios oficiales, a pesar de que sí contenía disposiciones sobre financiación por el Estado de los archiduques (llamados «príncipes imperiales» durante la monarquía austrohúngara), en paralelo al ya existente fondo de provisiones de la familia Habsburgo (que más tarde sería afectado por la Ley Habsburgo).
Con la aplicación del Estatuto, la casa de Habsburgo-Lorena, que se había ramificado en muchas líneas y secundogenituras ya con una tradición sucesoria propia, volvió a estar sujeta a la soberanía absoluta del emperador. Para ello, hubo que ofrecer a los jefes de las distintas ramas un incentivo, que se fraguó en forma del título de archiduque de Austria (o sencillamente archiduque, Erzherzog, pues era la única dinastía que hacía uso de este título), que se entregaba a partir de ese momento también a varias ramas de la casa, incluidos los grandes duques de Toscana, es decir, los descendientes varones de la subrama mayor de Habsburgo-Lorena-Toscana (conocida también como Austria-Toscana), que se convertiría con los años en la más acaudalada (tanto en propiedades como de tierras; en la actualidad es Ulrich Habsburgo, miembro de esta rama, quien más tierras privadas posee en Austria).
Aunque la motivación (y urgencia) del Estatuto se debía a la debilidad de Fernando I y sus habilidades como jefe de Estado, lo cierto es que fue su poderoso y longevo sucesor, Francisco José I, penúltimo emperador austríaco, quien hizo pleno uso del poder de cabeza de la familia imperial trazado en el documento, que tuvo una repercusión mucho más allá del contexto familiar. Una muestra de ello se dio en la constitución de diciembre —ley básica de Cisleitania (la parte austríaca del Imperio austrohúngaro), aprobada en diciembre de 1867—, donde se deja patente que los derechos y obligaciones civiles de los ciudadanos de a pie no se aplicaban a los miembros de la familia, quienes disfrutaban de un fuero especial. Leopold Wölfling (antes, Leopoldo Fernando de Austria-Toscana), tras su ruptura con la casa imperial, habló de una «tiranía familiar como sustituto del absolutismo», formada con base en el Estatuto de la familia.

## Contenido

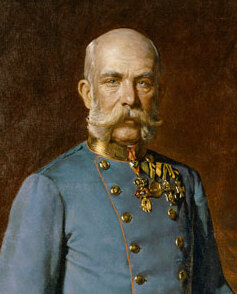
El emperador Francisco José I fue quien hizo uso extenso del estatuto Habsburgo. Durante su reinado, las normas austríacas relativas a la casa imperial se observaban estrictamente

El Estatuto estipulaba que el emperador, como jefe de la casa de Austria, debía determinar el lugar de residencia de cada miembro de la familia. Entre otros, en 1864, Francisco José designó a su hermano menor, Luis Víctor, conocido (y rechazado) por su homosexualidad, el palacete barroco de la familia cerca de Salzburgo, Schloß Klessheim, donde el archiduque viviría hasta su muerte en 1919 rodeado solo de mujeres (habiendo sobrevivido a todos sus hermanos); y, poco después designó el palacio Belvedere en Viena como residencia del archiduque Francisco Fernando, su heredero (cuyo asesinato propiciaría el advenimiento de la Primera Guerra Mundial). En sus últimos años, el mismo Francisco José también designó a su sobrino nieto el archiduque Carlos, futuro Carlos I, quien sería su sucesor y último emperador de Austria (en el marco de la monarquía austrohúngara), el palacio de Hetzendorf en Viena —no lejos de su propia residencia en el palacio de Schönbrunn, donde luego le asignaría un ala entera—.
Otra cuestión ampliamente abordada en el Estatuto fue el fideicomiso familiar, conocido como Fondo Superior de Provisión Familiar (Allerhöchster Familienversorgungsfonds), que administraba, entre otros, las posesiones inmuebles de la familia (Hausgüter), mayoritariamente palacetes, como Schloss Eckartsau o el Albrechtspalais (contrariamente a los grandes palacios, como el propio Schönbrunn, en su mayoría propiedad del Estado —Reichsgüter— y no de la dinastía). Precisamente por ser el Schloss Eckartsau una propiedad familiar, fue el lugar adonde se retiró Carlos I tras abdicar el 11 de noviembre de 1918 (antes de partir al exilio). Otro de los objetivos del fondo era facilitar una vida libre de preocupaciones a aquellos miembros de la familia que no tenían suficientes ingresos propios (ni siquiera a través de subvenciones gubernamentales), con una subvención que les permitía vivir y representarse adecuadamente a través de un sistema similar a los infantazgos.
De una parte, el Estatuto se ocupaba de asegurar el bienestar de los archiduques y demás miembros de la dinastía, y, de la otra, se constataba que, en cuanto a consideraciones políticas y estatales, el jefe de la casa tenía el derecho absoluto a imponer una posición oficial en estas cuestiones a toda la familia por medio de regulaciones puntuales, lo cual significaba que la libertad de expresión y la toma de decisiones de los archiduques quedaba sujeta al control del emperador y podía restringirse cuando lo consideraba necesario. La no alineación de cualquier Habsburgo con la línea política oficial de la casa, podía significar su exclusión de parte o la totalidad de provisiones recogidas en el Estatuto, especialmente las económicas y hereditarias.

### Política matrimonial

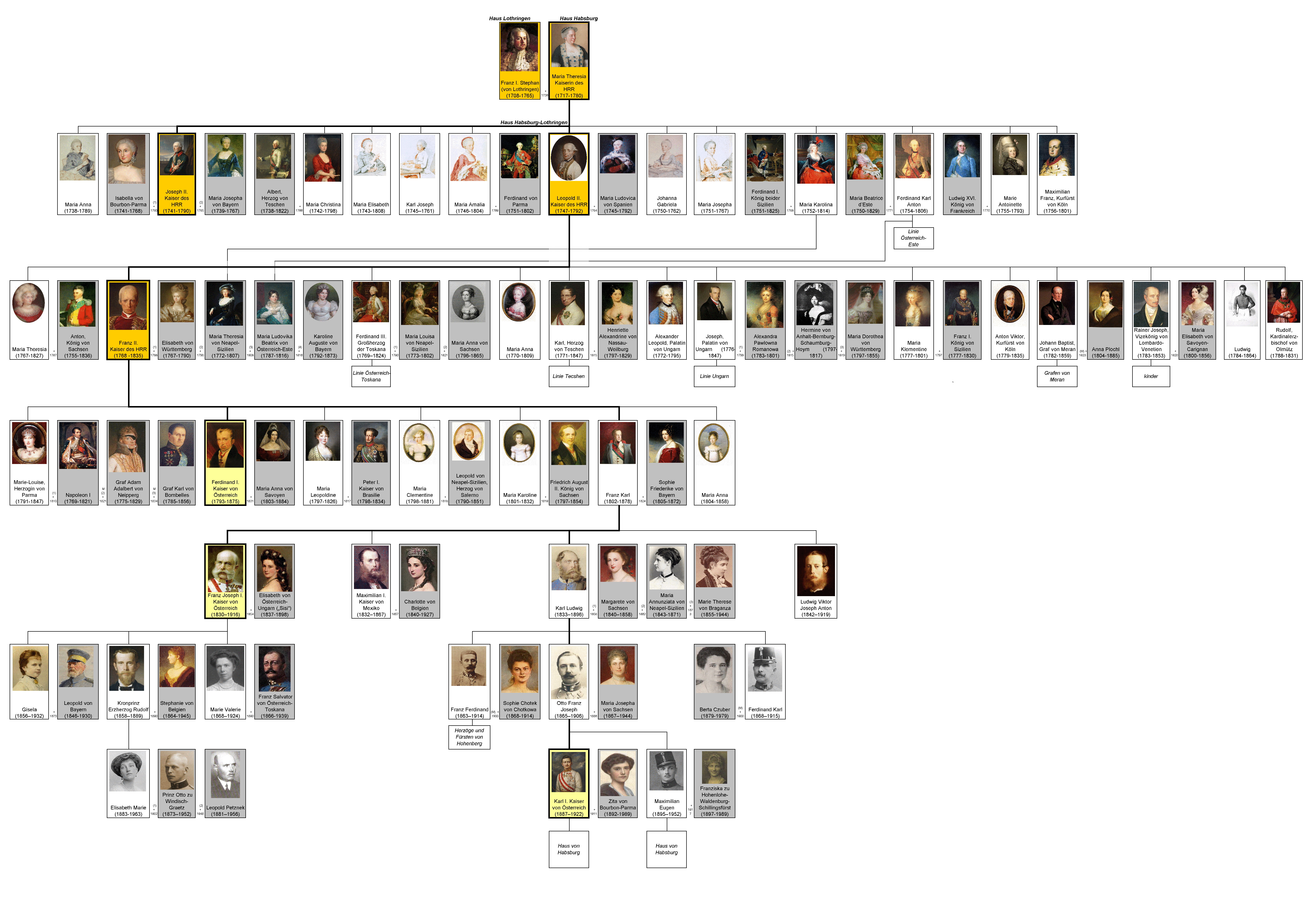
Árbol genealógico de los Habsburgo-Lorena. Los lazos matrimoniales de los miembros de la familia se consideraban cuestión de Estado.

Uno de los temas más acuciantes recogidos en el Estatuto trataba la política matrimonial de la casa de Habsburgo-Lorena, una cuestión identitaria fundamental en la larga historia de los Habsburgo, con su destacada tradición de matrimonios estratégicos y homogámicos, a veces incluso endogámicos. El Estatuto establecía que cualquier matrimonio de un miembro de la casa archiducal con derechos hereditarios debía ser aprobado por el jefe de la dinastía, el emperador. En consecuencia, los matrimonios que se celebraran sin el consentimiento del soberano quedaban sin reconocimiento oficial, es decir, que la esposa e hijos del matrimonio no pasaban a formar parte de la familia imperial ni recibían la dignidad (y derechos inherentes) de un/a archiduque/sa (aunque sí podían recibir otros títulos, a discreción del emperador).
Un matrimonio se consideraba apropiado (y por tanto digno de la aprobación del emperador) si se contraía con otro miembro de la casa de Habsburgo (siempre por debajo del tercer grado de parentesco) o con miembros de otras casas reales. El 12 de junio de 1900, con motivo del previsto matrimonio morganático del archiduque Francisco Fernando (heredero al trono tras la muerte del hijo del emperador Rudolfo), que iba a celebrarse dos semanas después, el emperador Francisco José resolvió incorporar una adenda al Estatuto con una lista detallada de todas las dinastías que se consideraban aptas para el matrimonio con un Habsburgo. Consistían en las casas reinantes europeas, como Sajonia-Coburgo, Hohenzollern, Romanov, Wittelsbach y Saboya, además de las antiguas casas regentes en los distintos Estados del desaparecido Sacro Imperio, que anteriormente estaban directamente sujetas al Imperio y luego fueron mediatizadas (entre 1806 y 1815), siendo estas las casas de Auersperg, Colloredo-Mannsfeld, Esterházy, Kaunitz-Rietberg, Khevenhüller, Lobkowitz, Metternich (incluida la línea renana de Bourscheid que había reinado en el Gran Ducado de Luxemburgo), Rosenberg, Salm-Reifferscheid-Krautheim, Schwarzenberg, Schönburg-Waldenburg, Schönburg-Hartenstein, Starhemberg, Trauttmansdorff y Windisch-Graetz.
Durante la segunda mitad del siglo XVIII hubo varios matrimonios morganáticos en la familia, violando por tanto la cláusula de política matrimonial, la más conocida siendo la mencionada boda de Francisco Fernando, archiduque de Austria y sobrino del emperador. La novia, Sofía Chotek, procedía de una familia condal de Bohemia que no figuraba en la lista de estirpes «admisibles» (a pesar de tener relación sanguínea con varias casas reales, como los Hohenzollern). Aunque el emperador intentara convencer a su sobrino para que no siguiera adelante con los planes de matrimonio, el enamorado Francisco Fernando insistió en casarse con la joven condesa (finalmente con la bendición de su padre), por lo que tuvo que prestar en el Hofburg de Viena un juramento de renuncia al trono de sus herederos naturales (Renunziation), en presencia del emperador. Tanto Sofía como los hijos del matrimonio no recibirían el apellido Habsburgo-Lorena ni el título archiducal (ni siquiera podían constar en las fotos grupales de la familia imperial). No contar con futuros herederos naturales al trono de Austria (un empeño histórico de los Habsburgo, donde se esperaba que las emperatrices dieran a luz a un hijo varón para asegurar la continuidad de la dinastía) generó una incertidumbre en torno al futuro de la casa imperial, pero ni siquiera el papa y los emperadores de Alemania y Rusia consiguieron cambiar de opinión a Francisco José. Este, sin embargo, llegaría con el tiempo a tener cariño a Sofía, a quien dedicó el apellido Hohenberg, elevando su el título de condesa a duquesa (por lo que sería conocida por antonomasia como «la duquesa de Hohenberg»).
Otro caso destacado fue el de Enrique Fernando de Austria-Toscana —padre de Enrique de Habsburgo-Toscana y abuelo del actual político y silvicultor Ulrich Habsburgo-Lorena—, quien en 1919 se casó en Múnich con Maria Karoline Ludescher, procedente de una familia de militares. Debido a ello, ninguno de sus descendientes ha heredado el título de archiduque, si bien tras la abolición de las normas de la nobleza en Austria (y con ellas el Estatuto de la Familia Imperial), los descendientes de la rama toscana sí que han podido conservar su apellido hasta la actualidad (aun sin pertenecer a la casa imperial per se), pero sin el predicado de nobleza «von» (‘de’), prohibido en dicha ley para toda la nobleza austríaca. Si se hubiera permitido el uso de títulos nobiliarios en Austria en la actualidad, correspondería a los miembros de la rama el título de condes de Habsburgo.

### Cese o renuncia
A lo largo de los años hubo algunos casos de miembros de la familia que abandonaron la casa imperial por voluntad propia, y, por tanto, ya no estaban sujetos a las normas del Estatuto Habsburgo, ni se beneficiaban de los derechos de la casa imperial ni tenían que cumplir con las obligaciones dinásticas. Quizá el caso más conocido es del anteriormente citado Leopold Wölfling; si bien, en este caso, el emperador, Francisco José, decidió seguir apoyándolo económicamente (asignándole al menos parte de la subvención que le hubiera correspondido).
En el caso de fallecimiento de un archiduque casado, su mujer retenía sus títulos y, durante su viudez, también conservaba sus posesiones. Si en algún momento se casara en segundas nupcias, debía seguir el protocolo estatutario (al seguir ostentando su título archiducal) y contraer matrimonio con un miembro de alguna de las casas que constan en la adenda del Estatuto; en este caso, podía mantener todos sus títulos, incluido el de archiduquesa, si bien podía perder las posesiones familiares (aunque si tuviera descendencia con el fallecido Habsburgo, se solían conservar como propiedades hereditarias). Por otra parte, en el caso de casarse sin el consentimiento del emperador (normalmente en violación de la condición conyugal), perdía los correspondientes títulos y cualquier derecho inherente a ellos. Conocido es el caso de Estefanía de Bélgica, de la casa de Sajonia-Coburgo-Gotha, quien, tras casarse en 1881 con el heredero al trono imperial, Rodolfo de Habsburgo, le fueron concedidos los títulos de archiduquesa y de princesa heredera (Kronprinzessin), entre otros títulos reales. Tras hallarse muerto su marido en 1889, la princesa belga seguía manteniendo su título y todos los beneficios por once años más, hasta que en 1900 se volviera a casar, esta vez con un conde húngaro llamado Elémer Lónyay. Como consecuencia, el emperador la desposeyó de sus títulos imperiales. Al mismo tiempo, el matrimonio provocó la ira de su propio padre, Leopoldo II de Bélgica, quien también la desheredó de por vida, un hecho que muestra lo inadmisibles que eran los matrimonios morganáticos en la monarquía europea en general, más allá de lo reflejado en el Estatuto de la casa de Austria.